# Susmiou
Susmiou – miejscowość i gmina we Francji, w regionie Nowa Akwitania, w departamencie Pireneje Atlantyckie.
Według danych na rok 1990 gminę zamieszkiwało 250 osób, a gęstość zaludnienia wynosiła 71 osób/km² (wśród 2290 gmin Akwitanii Susmiou plasuje się na 929. miejscu pod względem liczby ludności, natomiast pod względem powierzchni na miejscu 1511.).